# Brett Ratner
Brett Ratner, född 28 mars 1969 i Miami Beach, Florida, är en amerikansk filmregissör och producent av musikvideor. Han är mest känd för filmer som The Family Man, Red Dragon, Rush Hour serien, och X-Men: The Last Stand. Som producent av musikvideor har han arbetat med världsartister såsom Madonna, Mariah Carey och Courtney Love. 

## Karriär

### Filmregissör
Innan karriären som filmregissör tog riktig fart regisserade Ratner musikvideor, men också actionkomedin Money Talks. Efter det kom den kommersiella succén Rush Hour (1998) med filmstjärnorna Jackie Chan och Chris Tucker i huvudrollerna. Både Chan och Tucker spelade också i uppföljarna Rush Hour 2 (2001) och Rush Hour 3 (2007), med Ratner som regissör. 

### Film och TV
| År   | Film                             | Typ               | Notering                           |
| ---- | -------------------------------- | ----------------- | ---------------------------------- |
| 1990 | Whatever Happened to Mason Reese | Kortfilm          | Regissör/Producent/Manusförfattare |
| 1997 | Money Talks                      | Spelfilm          | Regissör                           |
| 1998 | Rush Hour                        | Spelfilm          | Regissör                           |
| 2000 | The Family Man                   | Spelfilm          | Regissör                           |
| 2001 | Rush Hour 2                      | Spelfilm          | Regissör                           |
| 2002 | Red Dragon                       | Spelfilm          | Regissör                           |
| 2004 | After the Sunset                 | Spelfilm          | Regissör                           |
| 2005 | Prison Break (Pilotavsnitt)      | TV-serie          | Regissör                           |
| 2006 | X-Men: The Last Stand            | Spelfilm          | Regissör                           |
| 2006 | Becker Hargrove, Inc.            | Kortfilm          | Producent                          |
| 2007 | Rush Hour 3                      | Spelfilm          | Regissör                           |
| 2009 | New York, I Love You             | Del av episodfilm | Regissör                           |
| 2010 | Kites (Engelsk version)          | Spelfilm          | Redigerare                         |
| 2011 | Brother's Grimm: Snow White      | Spelfilm          | Regissör                           |
| 2011 | Tower Heist                      | Spelfilm          | Regissör                           |
| 2011 | Mother's Day                     | Spelfilm          | Producent                          |
| 2015 | Truth                            | Spelfilm          | Producent                          |

### Musikvideor
| År   | Titel                                                        | Artist                                | Notering |
| ---- | ------------------------------------------------------------ | ------------------------------------- | -------- |
| 1993 | "Rat Bastard"                                                | Prime Minister Pete Nice & Daddy Rich | Regissör |
| 1993 | "Kick the Bobo"                                              | Prime Minister Pete Nice & Daddy Rich | Regissör |
| 1993 | "Tonight's da Night"                                         | Redman                                | Regissör |
| 1993 | "Pink Cookies In a Plastic Bag Getting Crushed By Buildings" | LL Cool J                             | Regissör |
| 1994 | "Nuttin' But Love"                                           | Heavy D and the Boyz                  | Regissör |
| 1997 | "Triumph"                                                    | Wu-Tang Clan                          | Regissör |
| 1998 | "I Still Believe"                                            | Mariah Carey                          | Regissör |
| 1999 | "Beautiful Stranger"                                         | Madonna                               | Regissör |
| 1999 | "Heartbreaker"                                               | Mariah Carey                          | Regissör |
| 2000 | "Thank God I Found You"                                      | Mariah Carey                          | Regissör |
| 2001 | "Diddy"                                                      | P. Diddy                              | Regissör |
| 2005 | "It's Like That"                                             | Mariah Carey                          | Regissör |
| 2005 | "We Belong Together"                                         | Mariah Carey                          | Regissör |
| 2005 | "These Boots Are Made for Walkin'"                           | Jessica Simpson                       | Regissör |
| 2006 | "Make Them Suffer"                                           | Cannibal Corpse                       | Regissör |
| 2006 | "A Public Affair"                                            | Jessica Simpson                       | Regissör |
| 2006 | "Samantha"                                                   | Courtney Love                         | Regissör |
| 2008 | "7 Things"                                                   | Miley Cyrus                           | Regissör |
| 2008 | "Touch My Body"                                              | Mariah Carey                          | Regissör |
| 2008 | "Just Like Me"                                               | Jamie Foxx                            | Director |
| 2009 | "Obsessed"                                                   | Mariah Carey                          | Regissör |
| 2009 | "H.A.T.E.U."                                                 | Mariah Carey                          | Director |